# جيمس دبليو. دوجلاس
جيمس دبليو. دوجلاس (بالإنجليزية: James W. Douglass)‏ هو ناشط وكاتب أمريكي، ولد في 1937.